# Glyptocolastes texanus
Glyptocolastes texanus är en stekelart som beskrevs av William Harris Ashmead 1900. Glyptocolastes texanus ingår i släktet Glyptocolastes och familjen bracksteklar. Inga underarter finns listade i Catalogue of Life.